# Трамбилено
Трамбилѐно (на италиански: Trambileno, на местен диалект: Trambelèm, Трамбелем) е село и община в Северна Италия, автономна провинция Тренто, автономен регион Трентино-Южен Тирол. Разположено е на 525 m надморска височина. Населението на общината е 1486 души (към 2018 г.).